# Пономарёво (Алтайский край)
Пономарёво — село в Усть-Калманском районе Алтайского края России. Административный центр Пономарёвского сельсовета.

## История
Село Пономарёво Усть-Калманского района было основано в 1856 году. Находилась деревня Пономарёво на реке Чарыш, изначально относилась к Чарышской волости Бийского уезда. В деревне была церковь и хлебозапасный магазин. В населённом пункте проживало 188 мужчин и 184 женщины.
По Спискам населённых мест Сибирского края за 1928 год Пономарёво относится к Пристанскому району Бийского округа. На тот момент в селе проживало 2038 человек, имелась школа, лавка общества потребителей, совхоз.
В связи с повышением уровня коллективизации в Западной Сибири (с 67,4 до 92,2 %), в Пономарёво создаются колхозы: «Горный зритель» и «Рассвет» (1936 год), «Горный борец» (1938 год).

## География
Село находится возле реки Чарыш.
Климат
Климат в регионе резко континентальный, соответствует умеренно теплой климатической зоне. В январе средняя температура атмосферы минус 17,7 °C, в июле плюс 19,8 °C. Период без морозов составляет 120—130 дней в году. Годовое количество солнечных дней 250—260. За год выпадает от 450 мм до 500 мм осадков, преимущественно в летнее время. Направление ветров преимущественно юго-западного направления.
Расстояние до
- районного центра Усть-Калманка 25 км.
- областного центра Барнаул 190 км.

Уличная сеть
В селе 8 улиц и 7 переулков.
Ближайшие села
Усть-Камышенка 3 км, Кабаново 4 км, Западный 9 км, Степной 9 км, Воробьёво 12 км, Ельцовка 13 км, Чарышское13 км, Бураново 15 км, Новобураново 16 км, Новый Чарыш 18 км, Новокалманка 19 км, Усть-Ермилиха 19 км, Кособоково 20 км, Дружба20 км, Усть-Порозиха 23 км, Восточный 24 км.

## Население
| 1997 | 1998 | 1999 | 2000 | 2001 | 2002 | 2003 |
| ---- | ---- | ---- | ---- | ---- | ---- | ---- |
| 700  | ↗706 | ↘700 | ↘692 | ↗693 | ↗706 | ↘697 |
| 2004 | 2005 | 2006 | 2007 | 2008 | 2009 | 2010 |
| ↘681 | ↘646 | ↘604 | ↘584 | ↘571 | ↘565 | ↘502 |
| 2011 | 2012 | 2013 |      |      |      |      |
| ↘500 | ↘484 | ↘462 |      |      |      |      |

## Инфраструктура
- Сельскохозяйственный производственный кооператив «Пономарёвский» — выращивает зерновые культуры и сахарную свёклу, разводит скот и предоставляет другие услуги.
- Более 25 крестьянских и крестьянских фермерских хозяйств.
- 2 школы: МКОУ «Пономарёвская ООШ» и МКОУ «Пономарёвская основная общеобразовательная школа»[11].

Транспорт
По району проходит автодорога Алейск Чарышское, а также сеть региональных автодорог. Автостанция в Усть-Калманке предоставляет услуги по перевозке пассажиров на 12 междугородных и пригородных маршрутах.
Ближайшая железнодорожная станция находится в городе Алейске, в 60 км от райцентра Усть-Калманка.